# Humes-Jorquenay
Humes-Jorquenay é uma comuna francesa na região administrativa de Grande Leste, no departamento de Haute-Marne. Estende-se por uma área de 15,64 km². Em 2010 a comuna tinha 585 habitantes (densidade: 37,4 hab./km²).